# Tarka (Algieria)
Tarka – miasto w północnej Algierii, w prowincji Ajn Tumuszanat.